# Berniniella
Berniniella är ett släkte av kvalster. Berniniella ingår i familjen Oppiidae.

## Dottertaxa tillBerniniella, i alfabetisk ordning[1]
- Berniniella aeoliana
- Berniniella azerbeidjanica
- Berniniella berninii
- Berniniella bicarinata
- Berniniella borhidii
- Berniniella carinatissima
- Berniniella conjuncta
- Berniniella extrudens
- Berniniella fissurata
- Berniniella formosa
- Berniniella grandis
- Berniniella hungarica
- Berniniella inornata
- Berniniella intrudens
- Berniniella jahnae
- Berniniella kazakovi
- Berniniella latidens
- Berniniella lunaris
- Berniniella minuta
- Berniniella nana
- Berniniella parasigma
- Berniniella robusta
- Berniniella rossica
- Berniniella sakeni
- Berniniella serratirostris
- Berniniella setilonga
- Berniniella sigma
- Berniniella silvatica
- Berniniella tenuis
- Berniniella tequila
- Berniniella tichomirovae